# 忠武公李舜臣 (駆逐艦)
忠武公李舜臣（チュンムゴン・イ・スンシン、日本語読み：ちゅうぶこう・り しゅんしん、朝鮮語: 충무공 이순신、ラテン文字：Chungmugong Yi Sun-sin, DDH-975）は、大韓民国海軍の駆逐艦。李舜臣級駆逐艦の1番艦。艦名は李舜臣に由来する。

## 艦歴
「忠武公李舜臣」は、KDX-IIに基づく4,400トン級駆逐艦として大宇造船海洋で建造され、2002年5月15日進水、2003年11月30日に就役した。
2004年にリムパック2004に参加。
2009年11月20日、ソマリア沖の海賊対策の為の清海部隊第3次隊として釜山作戦基地を出港し、アデン湾へ向かう。途中、12月はじめ頃にマレーシアで開催される防衛機器の展示会のために「LPH-6111 独島」と共に寄港する予定。今回から新たに警備強化のために海兵隊将兵8名が加わった。
12月21日、オマーン・サラーラ港に到着し第2次隊と交代し12月23日から護衛任務を開始する。2010年4月5日朝、インド洋上にて海賊に乗っとられたタンカー「サムホ・ドリーム」の救出に向かうため全速力で追跡を開始する。海賊の母港に到着する前に接触し、海運会社による説得交渉を支援するため艦載ヘリコプターなどで圧力を加えるとされる。これまでは船舶の警護や接近する不審船の臨検・制圧が主体であったが、乗っ取られた船舶の救出を行うのはこれが初めて。2010年5月20日に帰港する。
2011年4月5日に清海部隊第7次隊として2度目のソマリア沖・アデン湾への派遣、5月から護衛任務を開始する。